# Aker ASA
Aker ASA ist eine norwegische Holding mit Unternehmenssitz in Oslo. Das Unternehmen ist an der Osloer Börse gelistet.
Das Unternehmen hält Investitionen im Offshore-, Fischerei-, Werft- und Konstruktionsbereich. Es wird durch Kjell Inge Røkke mit 66,66 % über seine TRG Holding kontrolliert. Bei Aker ASA sind 48 Mitarbeiter beschäftigt (Stand 2012). Der Gesamtwert aller Beteiligungen beträgt 26,1 Mrd. NOK (3,3 Mrd. €, 2014).

## Unternehmensgeschichte
Akers mekaniske verksted mit Sitz am Fluss Aker in Oslo begann 1841. Dort wurden anfangs verschiedene mechanische Ausrüstungen produziert, später richtete sich das Unternehmen auf den Schiffbau aus. Im 19. Jahrhundert konzentrierte sich das Unternehmen auf Wal-, Passagier- und Cargoschiffsbau und begann später mit dem Bau von Tankern. In den 1970er Jahren engagierte sich das Unternehmen im Erdölmarkt und produzierte Erdölplattformen. In den 1980er Jahren fusionierte Aker mit dem Unternehmen Norcem in der Zementproduktion; dieser Unternehmensbereich wurde 1999 wiederum verkauft.
Kjell Inge Røkke nutzte über sein Investmentunternehmen Resource Group International die Möglichkeit, große Unternehmensanteile an Aker zu erwerben. 1996 gelang es ihm, eine Fusion seines Investmentunternehmens mit Aker zu erreichen. Nach der Fusion lautete der Unternehmensname (Firma) Aker RGI.
Über das Tochterunternehmen Aker Maritime gelang es Aker im Jahr 2000, den norwegischen Konkurrenten Kværner zu übernehmen. Aker Maritime fusionierte mit Kværner zum Unternehmen Aker Kværner. Die Übernahme Kværners gelang, da dieses Unternehmen in den 1990er Jahren aufgrund niedriger Erdölweltmarktpreise in finanzielle Schwierigkeiten geraten war und deren angestrebte Übernahme des britischen Unternehmens Trafalgar House misslang. Nach der Fusion wechselte der jetzt größte Schiffbauer Europas zu Aker Solutions zurück, wurde aber bis 2008 wieder veräußert.

## Unternehmensbeteiligungen
Aker ASA ist Hauptanteilseigner an Aker Solutions mit 50,01 %.
Des Weiteren gehören zum Konzern:
- Aker American Shipping (53,4 %)
- Aker Capital (100 %)
- Aker Drilling (35,3 %)
- Aker Floating Production (44,3 %)
- Havfisk ASA, firmierte bis April 2013 als Aker Seafoods ASA (65,0 %)
- Aker Yards (50,4 %)
- Aker Material Handling (100 %)
- Ocean Yield ASA (72,97 %)[3]